# Robert Clohessy
Robert Clohessy, född 10 juni 1958 i Bronx, New York, är en amerikansk skådespelare. Han är känd från bland annat Spanarna på Hill Street och Oz.